# Osman Hadžikić
Osman Hadžikić (* 12. März 1996 in Klosterneuburg) ist ein österreichisch-bosnischer Fußballtorwart.

## Karriere
Hadžikić begann seine Karriere in Schwechat, wo er für die SV Schwechat spielte. Nach einem einmonatigen Aufenthalt in der Jugendmannschaft des FK Austria Wien 2005 wechselte er fünf Jahre später endgültig zum hauptstädtischen Topklub. Bereits nach einem Jahr spielte er in der Regionalligamannschaft, sein Debüt gab er gegen den SV Stegersbach. Sein Debüt für die Bundesligamannschaft gab Hadžikić im Viertelfinale des ÖFB-Cups 2015 gegen die Kapfenberger SV, als er in der 58. Minute für den verletzten Heinz Lindner eingewechselt wurde.
Nach der Saison 2017/18 verließ er die Austria.
Nach einem halben Jahr ohne Verein wechselte Hadžikić im Jänner 2019 in die Schweiz zum FC Zürich, bei dem er einen bis Juni 2021 laufenden Vertrag erhielt.
Nach einem Jahr ohne Einsatz für Zürich wurde er im Jänner 2020 nach Kroatien an Inter Zaprešić verliehen. Während der Leihe kam Hadžikić zu fünf Einsätzen für Zaprešić in der 1. HNL, aus der er mit dem Verein allerdings abstieg. Nach dem Ende der Leihe kehrte er nicht mehr nach Zürich zurück.
Zur Saison 2020/21 kehrte er nach Österreich zurück und wechselte zum FC Admira Wacker Mödling, bei dem er einen bis Juni 2023 laufenden Vertrag erhielt. Bei der Admira war er zwei Saisonen lang Ersatztormann hinter Kapitän Andreas Leitner und kam nie zum Einsatz. Nach dem Abstieg aus der Bundesliga mit den Niederösterreichern am Ende der Saison 2021/22 verließ er den Verein. Nach einem Halbjahr ohne Klub wechselte Hadžikić im Jänner 2023 nach Bosnien und Herzegowina zum FK Velež Mostar. Beim Klub aus Mostar wurde er in weiterer Folge zweimal (2022/23 und 2023/24) zum Torhüter der Saison gewählt. Nach einem sechsten Platz 2022/23, schaffte er es mit der Mannschaft 2023/24 bis auf den dritten Tabellenplatz und nahm dadurch an der ersten Qualifikationsrunde zur UEFA Conference League 2024/25 teil, in der die Bosnier jedoch dem Inter Club d’Escaldes aus Andorra klar mit einem Gesamtergebnis von 2:6 unterlagen.
Nachdem er mit der Mannschaft in der Spielzeit 2024/25 auf dem siebenten Platz abgeschlossen hatte, verließ er den Klub in der Sommerpause und schloss sich dem kroatischen Erstligisten NK Slaven Belupo Koprivnica an.